# 徐光启故居
31°13′11″N 121°29′25″E / 31.21968°N 121.49035°E
徐光启故居，又称九间楼，位于中华人民共和国上海市黄浦区老西门街道乔家路234-244号，是明朝大臣徐光启的故居。该建筑建于明嘉靖四十一年（1562年）。1959年5月26日、1983年11月7日，故居被认定为上海市文物保护单位。

## 沿革
徐光启故居建于明嘉靖四十一年（1562年），是一栋朱红色木墙的二层小楼。故居大门原在太卿坊，有三进三出式住宅，宅内原有“后乐堂”、“尊训楼”等建筑。徐光启生前，与意大利人龙华民、邓玉涵、罗雅谷、汤若望等一起修历法，因西洋人习惯于居住楼房，徐光启特建九间楼。万历三十六年，意大利传教士郭居静受徐光启邀请来沪传教，曾寓居于此楼，并在宅西修建小圣堂，后名圣母圣堂，是上海最早的天主堂。堂中上方有卷篷，下铺方砖，中奉圣母像，左为圣达尼老像，右为圣雷斯像）。
万历三十五年（1607年），徐光启因父亲去世回故乡守制，当时全国各地饥荒，他在故居桑园和露香园废墟开辟试验田种植福建甘薯，并总结经验编写《甘薯疏》，建议朝廷在全国推广以缓解饥荒。在此基础上，他在这九间楼写出了巨作《农政全书》。清顺治二年，清军南下时，住宅遭到兵火，今保留部分仅是当年徐宅最后一进“后乐堂”的一部分。因仅存后进九间，故称九间楼。
抗日战争期间，因日军空袭，九间楼又被毁去两间，仅存留两层砖木结构楼房七间，建筑面积缩小至685平方米。中华人民共和国成立后，“九间楼”内尚有明代古井三口及房内斗拱等饰物。房屋屡经修缮，已失原貌，但主要梁柱仍是明代硬木，卷水云花纹尚存，柱础为覆盆式石基。1956年文物普查时，居住在这幢楼里的徐氏后人，徐朱二媛老太将徐家珍藏的徐光启绢质画像及明代崇祯皇帝赏赐给徐光启的“诰命”两件，捐献给上海市文物保管委员会。1959年5月26日，故居被公布为上海市文物保护单位。
文化大革命期间，原有房屋特征已被破坏，徐光启故居成为民居。但硬木梁柱依然完好；柱础、斗拱、替木、楼板仍是明朝材质。1983年11月7日，上海市文物保管委员会定明徐光启故居为上海市文物保护单位。